# 王珀 (1955年)
王珀，大连人。他从部队转业后，一路升迁，最后进入中海直担任总经理。他自称为开国上将后代，海军大校军衔。在90年代中曾经通过资产转移将某地一工厂搞垮。后进入陕西国力足球俱乐部，任总经理，通过打假球、赌球为生，屡遭陕西球迷非议，陕西国力队也在王珀任上降级、2004年外迁至宁波，并最终在哈尔滨解散，王珀因此被陕西球迷指责为“陕西足球的罪人”。
其后亦曾担任山西路虎队总经理。王珀在赌球圈内曾被称为“金牌做球人”，在中国足坛恶名昭著。
在自2009年10月开始的中国足坛反腐风暴中，王珀被捕。2012年，王珀因犯有非国家工作人员受贿罪、诈骗罪，被判处有期徒刑八年，并处罚金23万元。2013年2月18日，在中国足协纪律委员会对反赌涉案个人的处理中，被处以终身禁止从事任何与足球有关的活动。